# Pedro Manuel
Pedro Manuel (falecido a 1 de janeiro de 1550) foi um prelado católico romano que serviu como arcebispo de Santiago de Compostela (1546 – 1550), bispo de Zamora (1534 – 1546) e bispo de León (1523 – 1534).

## Biografia
No dia 12 de junho de 1523, Pedro Manuel foi nomeado durante o papado de Adriano VI como Bispo de León. A 17 de junho de 1534, foi nomeado bispo de Zamora durante o papado de Clemente VII. Mais tarde, a 9 de abril de 1546, Pedro Manuel foi nomeado durante o papado de Paulo III como Arcebispo de Santiago de Compostela. Serviu como Arcebispo de Santiago de Compostela até à sua morte no dia 1 de janeiro de 1550. Enquanto bispo, foi o consagrador principal de Juan González Munébraga, bispo de Tarazona (1547).